# Alich Lemberansky
 (décembre 2021).
Alich Lemberansky (en azéri : Əliş Cəmil oğlu Ləmbəranskiy ; né le 10 mai 1914 et mort le 1er mai 1999) est un homme d'État soviétique azéri.

## Biographie
Alich Lemberansky est né dans le village de Lenberan (gouvernement de Yelisavetpol) dans la famille du célèbre chirurgien azeri - traumatologue et orthopédiste Djamil Lemberansky. En 1936 il est diplômé de l’Institut d’Industrie. Pendant la Grande Guerre patriotique, il part volontairement pour la guerre. Au début de 1943, il est grièvement blessé dans les batailles près de Rostov-sur-le-Don. Il retourne à Bakou, et continue à travailler comme directeur d'une raffinerie (1950–1959).

## Travail administratif
À partir de 1954, A. Lemberansky devient également vice-ministre de l'industrie pétrolière de la RSS d'Azerbaïdjan. En 1959-66, il est élu président du comité exécutif de Bakou. En 1966, il est transféré au poste de premier adjoint du chef du département principal de l'industrie microbiologique près du Conseil des ministres de l'URSS. Depuis 1970, il est vice-président du Conseil des ministres de la RSS d'Azerbaïdjan. Il est député du Soviet suprême de la RSS d'Azerbaïdjan (3e, 5e, 6e, 8e et 10e convocations). Il est élu membre du Comité central lors du 30e Congrès du Parti communiste d'Azerbaïdjan. Il reçoit deux fois l'Ordre de Lénine, Ordre de la Révolution d'Octobre, 3 Ordre du Drapeau rouge du Travail, Ordre de la Seconde Guerre mondiale, l'Ordre de l'amitié des peuples et des médailles. Lauréat du prix du Conseil des ministres de l'URSS (1978).
Son rôle est déterminant dans la construction de nombreux chantiers de construction importants à Bakou. Il dirige la construction de la plupart des bâtiments, principaux symboles de Bakou, tels que Pont Bagirov, Cirque d'État, Palais Heydar Aliyev, Pont Gagarine", Usine de climatiseurs, Restauration du Théâtre d'opéra et de ballet, Nouvelle raffinerie de pétrole de Bakou, Théâtre de comédie musicale de Bakou, Théâtre vert, Palais Gulustan et d’autres.

## Mémoire
- Afin de perpétuer la mémoire d’Alich Lemberansky, le 11 mai 2004, une plaque commémorative est érigée sur le mur de l'immeuble où il vivait (Bakou, rue Tarlan Aliyarbeyov).
- Un documentaire intitulé "Dedication" a été réalisé sur Alich Lemberanski. Le réalisateur est Ziya Shikhlinsky.
- Le 28 février 2014, le Président de la République d'Azerbaïdjan publie une ordonnance sur la célébration de son 100e anniversaire[3].